# Rue Toustain
La rue Toustain est une voie du 6e arrondissement de Paris.

## Situation et accès
Située dans le quartier de l'Odéon, la rue Toustain débute au 74, rue de Seine et se termine au 1, rue Félibien.
Elle est desservie à proximité par les lignes 4 et 10 à la station Odéon et 10 à la station Mabillon
.

## Origine du nom
La rue doit son nom au moine bénédictin et historien Charles-François Toustain (1700-1754) qui fréquenta l'abbaye Saint-Germain-des-Prés.

## Historique
Cette voie est ouverte par un décret ministériel du 12 novembre 1817 sous le nom de « passage Toustain ». Transformé en rue, il est aligné par une ordonnance du 12 mai 1841 sous sa dénomination actuelle. 

## Bâtiments remarquables et lieux de mémoire
- La rue donne accès au marché Saint-Germain.